# هیسپانو-سویزا ۸
هیسپانو-سویزا ۸ یک موتور هوایی وی۸ با میل‌سوپاپ بالاسری و با خنک‌کننده آب بود که توسط هیسپانو-سویزا در سال ۱۹۱۴ معرفی شد و متداول‌ترین موتور با خنک‌کننده مایع در هواپیماهای قدرت‌های تفاهم سه‌گانه در طول جنگ جهانی اول بود. نسخه اصلی هیسپانو-سویزا ۸ای دارای توان ۱۴۰ اسب بخار (۱۰۰ کیلووات) بود و در نسخه بعدی هیسپانو-سویزا ۸اف به ۳۳۰ اسب بخار (۲۵۰ کیلووات) رسید.

## مشخصات (هیسپانو-سویزا ۸ای)

### خصوصیات عمومی
- نوع: موتور ۸ سیلندر وی۸ با خنک‌کننده آب
- قطر سیلندر: ۱۲۰ میلی‌متر (۴٫۷۲۴ اینچ)
- کورس پیستون: ۱۳۰ میلی‌متر (۵٫۱۱۸ اینچ)
- حجم: ۱۱٫۷۶ لیتر (۷۱۷٫۷۷ اینچ مکعب)
- وزن خالص: ۲۰۲ کیلوگرم (۴۴۵ پوند)

### اجزاء
- مجموعه سوپاپ: SOHC (single overhead cam)
- سامانهٔ سوخت‌رسانی: 1 Claudel or Zenith updraft carburetor
- سامانهٔ خنک‌کاری: مایع

### عملکرد
- توان خروجی: ۱۵۰ اسب بخار (۱۱۲ کیلووات) در ۱٬۷۰۰ rpm
- مصرف سوخت: ۳۱۰ گرم/(کیلووات•ساعت) (۰٫۵۱ پوند/(اسب بخار•ساعت))
- مصرف روغن: ۱۸٫۲ گرم/(کیلووات•ساعت) (۰٫۰۳ پوند/(اسب بخار•ساعت))

## کتابشناسی - فهرست کتب
- "Los motores V8 de aviación de La Hispano Suiza (1914-1918)" by Jacinto García Barbero (Edited by Asociación de Amigos del Museo Del Aire, Museo de Aeronáutica y Astronáutica, CECAF. Depósito legal: M-41737-2005) 219